# Valentin Putanec
Valentin Putanec  (Krašić kraj Jastrebarskog, 2. listopada 1917. – Zagreb, 4. siječnja 2004.) hrvatski jezikoslovac, onomastičar.

## Životopis
Pučku je školu završio u Krašiću, a klasičnu gimnaziju u Zagrebu 1937. godin. Na Filozofskom fakultetu u Zagrebu diplomirao je 1941. godine na romanistici.
Za vrijeme rata studirao još i slavistiku i talijanistiku. Nakon rata pohađao je u JAZU, danas Hrvatskoj akademiji znanosti u umjetnosti tečajeve dijalektologije, onomastike, paleografije i stekao široku filološku naobrazbu. 
U srednjoj školi u Senju radio je 1941. u Zemunu od 1941. do 1942., u Hrvatskom bibliografskom zavodu od 1942. do 1945., Nakladnom zavodu Hrvatske od 1945. do 1948., a od 1948. godine radi u tadašnjem Institutu za jezik, u kojem je vodio odsjek za onomastiku i odsjek za leksikografiju i u kojem je stekao najviše zvanje, zvanje znanstvenoga savjetnika. U Akademiji je niz godina vodio poslove tajnika Međuakademijskoga odbora za onomastiku i Republičkoga onomastičkoga odbora. 